# Au vieux campeur
Au vieux campeur est une chaîne de magasins français d'articles de sports et de loisirs basée à Paris, fondée par Roger de Rorthays(d) en 1941. Il s'agit d'un des pionniers dans cette activité en France. Au vieux campeur propose des équipements pour la pratique d'activités de plein air : randonnée, camping, marche, ou encore plongée.

## Historique
La société « Au vieux campeur » est fondée sous ce nom par l'achat de 23 mètres carrés à Paris, au 38 rue des Écoles, aujourd'hui transformés en musée, par Roger de Rorthays, un ancien chef scout, en 1941 avec l'enseigne  « Camping, scoutisme, alpinisme et sport d'hiver. ».
En 1936, lors des premiers congés payés, il lance le rayon camping du magasin déjà appelé la Samaritaine, en estimant que « le symbole des congés payés, c'était la nuit sous la tente »,. Son premier catalogue sort en 1944.
Dans les années 1950, elle fait partie « de jeunes firmes qui s'appuient sur des clientèles typées », comme La Hutte, créée en 1924 par des associations scoutes, qui en 1949 crée un groupement d'achat, dont le dynamisme permet le boom du camping. À partir des années 1950, la société rachète méthodiquement des locaux un peu partout dans le quartier latin de Paris  ,.
L'expansion se fait d'abord avenue Denfert-Rochereau et en face de la gare de Lyon, mais ces deux boutiques du XIVe et du XIIe sont rapidement fermées en raison des inconvénients liés à la gestion d'un triple stock, pour permettre au client de se déplacer facilement là où est le stock, les ouvertures se font ensuite dans le même quartier.
De 1980 à 1984, il ouvre chaque année une boutique supplémentaire et en 1992, Paris en compte 14, l'année où il s'installe en province, avec une première adresse à Lyon.
L'enseigne devient ainsi connue pour disposer d'un groupement de 40 boutiques (appelé le « village ») dans le 5e arrondissement de Paris, dans un carré entre rue des Écoles, rue de la Montagne-Sainte-Geneviève, boulevard Saint-Germain et rue de Cluny.
Au vieux campeur a ouvert un village de neuf boutiques à Lyon depuis 1992.
Ensuite une boutique à Thonon-les-Bains en 1996, à Sallanches en 1997, à Toulouse en 2002, Strasbourg en 2004, Albertville en 2005, Marseille en 2008, Grenoble en 2010, Chambéry en 2013, Gap en 2020 et Bordeaux en 2023.
Au vieux campeur dispose d'un site internet depuis le milieu des années 1990, mais c'est seulement en 2011 que l'enseigne a fait le choix de vendre par internet.

## Logo
Le logo montre un vieux marcheur avec une barbe blanche, équipé d'un chapeau, d'un sac à dos, d'un bâton de randonnée et d'une pipe. Il a été créé par le dessinateur publicitaire appelé Pisto. « Depuis, le personnage a perdu sa pipe au profit d’une marguerite en 1986 (puisque le boss du groupe a cessé de fumer au même moment), et le blason est devenu un fond de soleil couchant. ».

## Sponsoring et  partenariats
Au Vieux Campeur sponsorise plus de 500 compétitions par an. Et dans tous les domaines, pour tous les ages et aussi bien pour les amateurs que les professionnels.
Un des partenariats emblématiques est celui avec le derby de la Meije à la Grave.
Il y a un partenariat très important avec la FFME avec en 2016, l'organisation des championnats du monde d'escalade.
Le Club des sports de Chamonix est aussi très soutenu par le Vieux Campeur avec, comme vitrine, le maillot du Chamonix-Morzine Hockey Club.
Depuis 2014, Au Vieux Campeur est le sponsor officiel de l'Écotrail de Paris avec comme épreuve emblématique en ouverture de week-end, une course en montée nocturne de la tour Eiffel, c'est la Verticale de la Tour Eiffel.

## Chiffres
Le Vieux campeur possède :
- 4 000 m2 dans le Quartier latin de Paris, exploités par la principale entité du groupe : Au Vieux Campeur Paris de Rorthays & Cie avec 40 établissements à fin 2018 (points de vente, bureaux et entrepôts) a réalisé 128 ME de chiffre d'affaires en 09/2017. Elle employait 247 personnes en 2014[11].
- 9 boutiques à Lyon
- 1 à Sallanches
- 1 à Thonon-les-Bains
- 1 à Toulouse
- 1 à Albertville, ouverte en août 2006
- 3 à Strasbourg depuis 2004
- 1 à Marseille depuis juillet 2008
- 1 à Grenoble de 1 500 m2
- 1 à Chambéry, depuis 2013
- 1 à Gap depuis 2020
- 1 à Bordeaux depuis 2023